# Episodi de Il patriarca (seconda stagione)
La seconda stagione della serie televisiva Il patriarca, composta da 12 episodi, è stata trasmessa in prima visione su Canale 5 ogni venerdì dal 15 novembre al 20 dicembre 2024 in sei prime serate.
| nº | Titolo       | Titolo          | Prima TV         |
| nº | In streaming | In chiaro       | Prima TV         |
| -- | ------------ | --------------- | ---------------- |
| 1  | Episodio 1   | Prima puntata   | 15 novembre 2024 |
| 2  | Episodio 2   | Prima puntata   | 15 novembre 2024 |
| 3  | Episodio 3   | Seconda puntata | 22 novembre 2024 |
| 4  | Episodio 4   | Seconda puntata | 22 novembre 2024 |
| 5  | Episodio 5   | Terza puntata   | 29 novembre 2024 |
| 6  | Episodio 6   | Terza puntata   | 29 novembre 2024 |
| 7  | Episodio 7   | Quarta puntata  | 6 dicembre 2024  |
| 8  | Episodio 8   | Quarta puntata  | 6 dicembre 2024  |
| 9  | Episodio 9   | Quinta puntata  | 13 dicembre 2024 |
| 10 | Episodio 10  | Quinta puntata  | 13 dicembre 2024 |
| 11 | Episodio 11  | Sesta puntata   | 20 dicembre 2024 |
| 12 | Episodio 12  | Sesta puntata   | 20 dicembre 2024 |

## Prima puntata

### Episodio 1
- Diretto da: Claudio Amendola
- Soggetto di: Claudio Amendola e Roberto Jannone
- Scritto da: Roberto Jannone

#### Trama
Ferro punta la pistola contro Nemo il quale gli ordina di sparargli dato che era la promessa che si erano scambiati, Ferro avrebbe dovuto ucciderlo quando l'Alzheimer sarebbe progredito troppo, ad un tratto però Ferro scompare e a lui si sovrappone la figura di Raoul Morabito il quale ha una pistola puntata contro Nemo, ma poi quest'ultimo si sveglia, era solo un incubo.
Anche se Nina e Mario sono sposati e nonostante lei aspetti un figlio dal marito, si sente minacciata da Lara, infatti per Mario è sempre più difficile nascondere l'amore per la propria cognata. Mentre tutti sono in chiesa per la messa in memoria del figlio di Nemo, un uomo di Ferro viene ucciso e viene rubato il carico di droga utile per il rifinanziamento della Deep Sea necessario per evitare che Monica prenda il controllo dell'intera società, infatti se non verseranno la cifra per contratto Monica entrerà in possesso delle loro quote aziendali. Nemo capisce che dietro a tutto c'è proprio Raoul, il marito di Monica, e lo incontra al cimitero mettendolo in guardia, ma pone una condizione: se la guerra è inevitabile devono però impegnarsi a non coinvolgere i loro figli. Raoul è tornato a Levante dopo tanti anni e, con l'aiuto di Monica, vuole prendere il posto di Nemo. 
Insieme a Raoul, arriva anche suo figlio Daniel, che però detesta il mondo criminale in cui vive il padre e vorrebbe tirarsene fuori; il ragazzo, inoltre, fa la conoscenza di Nina, si innamora di lei a prima vista, anche Nina sembra nutrire dell'attrazione per lui, anche se è devota a Mario. I Bandera prendono tempo per l'aumento di capitale spazientendo Monica che vuole metterli alla porta, infatti Mario si appella allo statuto aziendale che prevede quindici giorni di tempo prima del passaggio delle quote. Nel frattempo l'ispettore Monterosso ricatta Mario con il video che mostra la scena dell'omicidio di Carlo per mano sua: il poliziotto può usarlo contro di lui, di conseguenza Mario è costretto a collaborare con Monterosso il quale vuole che Mario gli dica dove si trova Biagio, il bambino che aveva visto Nemo uccidere Buscemi.
Elisa, ora che è il sindaco di Levante, vuole chiudere il centro di accoglienza giovanile che Lara gestisce con la sua amica Rosy. Nemo si sottopone a degli esercizi per la memoria, il suo medico curante non può prevedere quanto velocemente progredirà l'Alzheimer. Mario per trovare Biagio capisce che la chiave è uno degli uomini di fiducia di Nemo, ovvero Alfio Longo, infatti Nemo gli dà il denaro in contanti che Alfio deposita sul proprio conto bancario, e tramite dei bonifici li versa alla famiglia di Biagio, quindi Monterosso per risalire al bambino deve rintracciare il conto in banca di Alfio.
Nina tenta di allacciare un'amicizia con Lara ma in realtà è evidente che è troppo insicura, vuole capire se Lara ricambia l'amore di Mario. Nemo e Ferro chiedono aiuto a Rais, è lui a dirigere il porto a Levante, vuole sapere se può monitorare i traffici di Raoul e informarli in modo da anticiparlo. Noah, uno degli scagnozzi di Raoul, ritira per lui del denaro in contanti, ma Nemo e Ferro aiutati dai loro uomini, rubano i soldi, Nemo decide di risparmiare la vita a Noah. Usando il denaro rubato Nemo può coprire il denaro necessario per il rifinanziamento ed evitare che Monica tolga a Serena il controllo della Deep Sea. Nemo personalmente umilia Monica dandogli lui stesso il denaro, mettendo in chiaro con lei che è sempre Nemo a comandare a Levante. Raoul è fuori di sé dalla rabbia, Nemo gli ha rubato i soldi e li ha usati per preservare la posizione di forza che i Bandera esercitano sulla Deep Sea.
- Ascolti: telespettatori 2 250 000 – share 13,40%[4].

### Episodio 2
- Diretto da: Claudio Amendola
- Soggetto di: Claudio Amendola e Roberto Jannone
- Scritto da: Roberto Jannone

#### Trama
Raoul decide di stringere un'alleanza con Elisa, entrambi vogliono eliminare Nemo, lei però in cambio del suo aiuto pretende che Raoul si occupi del centro di accoglienza. Noah porta Daniel con sé al centro di accoglienza in piena notte per farlo esplodere, Daniel era all'oscuro delle intenzioni di Noah e Raoul, viene posizionata una bomba proprio mentre all'interno dell'edificio ci sono Rosy e Lara, quest'ultima si salva per miracolo mentre Rosy muore nell'esplosione.
Daniel è afflitto dal rimorso per la morte di Rosy mentre Raoul si arrabbia con Noah perché, dato che Lara ha quasi rischiato di morire, Nemo penserà erroneamente che fosse un attentato alla vita della primogenita. Palumbo, la guardia del corpo di Monica, recupera il video della telecamera stradale che vede Daniel e Noah allontanarsi dal centro di accoglienza la sera dell'esplosione.
La morte di Rosy è stata devastante per Lara la quale decide di lasciare Levante, ma Mario la supplica di restare, lui non ha amici e non si è mai sentito parte di una famiglia, Lara è la sola persona che riesce a non farlo sentire solo. Mario trova l'indirizzo della casa dove abita Biagio e lo dà a Monterosso il quale si appresta a raggiungerlo e a portare il bambino a Levante. Mario chiede aiuto a Elisa, le spiega che tradire Nemo ora è inevitabile dato che Monterosso può ricattarlo. Elisa ritiene che questa è la cosa migliore perché, se Nemo finisse in prigione, sarà Mario il capofamiglia. Mario però è consapevole che senza l'aiuto di Nemo non riuscirà a fermare Raoul, e in ogni caso Nemo è come un padre per lui, non vuole mandarlo in prigione, anche se è arrabbiato con lui per non avergli affidato la Deep Sea.
Ferro rapisce Daniel, ma Raoul e Noah lo fanno liberare quando mostrano il video della telecamera stradale a Nemo, nel quale viene confermato che la presenza di Lara e Rosy al centro di accoglienza la notte in cui è stata posizionata la bomba era solo una coincidenza, non era loro intenzione uccidere la figlia di Nemo. Tuttavia dato che è stato Noah a causare la morte di Rosy, per riportare ordine gli spara davanti a tutti e lo uccide con sconcerto dei presenti. Elisa impone a Raoul di accettare l'aiuto di Palumbo, da ora sarà il suo nuovo braccio destro.
Monterosso convince Saverio, il padre di Biagio, ad accompagnarlo con il suo bambino a Levante. Tuttavia Antonia, la moglie di Saverio, telefona a Ferro informandolo che Biegio testimonierà contro Nemo, fortunatamente Mario è lì presente durante la telefonata, scopre poi da Ferro che possiede la pistola di Monterosso usata per uccidere Riccardi e che Santa aveva consegnato a Nemo: possono usarla per ricattare Monterosso. Dopo averlo saputo Mario decide di scavalcare Nemo e Ferro e di ricattare lui stesso Monterosso, obbligando quest'ultimo a riportare a casa Saverio e Biagio oltre a proibirgli di usare contro di lui il video della morte di Carlo, e in cambio Mario farà in modo che la pistola in loro possesso non venga usata per incriminarlo.
Mario è soddisfatto, ora non c'è il rischio che Nemo scopra che il genero è l'assassino di Carlo, infatti Nemo si congratula con Mario per aver impedito a Biagio di testimoniare contro di lui, ignorando che Mario ha agito così solo per tornaconto personale. Ferro al contrario non si fida di Mario, trovando sospettoso che l'avvocato abbia voluto prendere in mano faccenda tutto da solo. Elisa tenta di sedurre Mario ma è inutile, lui ormai ha capito che desidera solo Lara, inoltre è contento perché per la prima volta ha risolto un problema senza dover tradire nessuno. Mario chiede a Lara di concedergli un po' di tempo, promettendole che troveranno un modo per stare insieme.
Monterosso non intende accettare le minacce di Mario, anche a costo di affrontare personalmente le conseguenze è pronto a far testimoniare Biagio, per adesso cercherà un alloggio sicuro dove il bambino e il padre alloggeranno. Purtroppo però l'auto con la quale Monterosso stava viaggiando insieme a Saverio e Biagio esplode uccidendoli entrambi, Monterosso si salva solo perché si era allontanato.
- Ascolti: telespettatori 2 250 000 – share 13,40%[4].

## Seconda puntata

### Episodio 3
- Diretto da: Claudio Amendola
- Soggetto di: Claudio Amendola e Mizio Curcio
- Scritto da: Mizio Curcio

#### Trama
Monterosso è arrabbiato avendo messo lui in pericolo Biagio e Saverio, a Levante fa la sua comparsa il nuovo commissario, Chiara Marziale, da ora Florio e Monterosso risponderanno a lei, in particolare è arrabbiata con Monterosso che senza autorizzazione aveva portato Saverio e Biagio a Levante. Un uomo si consegna alla polizia affermando di aver piazzato lui la bomba che ha ucciso Saverio e Biagio e che è stato Nemo a incaricarlo di portare a termine il lavoro. Mario ha capito che Elisa e Raoul hanno progettato tutto per incastrare Nemo, sono stati loro a piazzare la bomba.
Nemo è costretto a darsi alla latitanza, il suo amico Martino gli trova una casa sicura dove alloggiare. Sia Monica che Elisa sono disgustate da come Raoul si è comportato, non potendo giustificare la morte di un bambino. Nina va nell'ufficio di Elisa per affrontarla, non accetta che lei si sia messa contro suo padre, a quel punto Elisa gli rivela che Mario ha scelto di sposarla solo per avere il controllo della Deep Sea e che Elisa ha abortito quando aspettava un figlio da lui perché Mario le aveva fatto credere che soffrisse di ipertensione polmonare, temeva che la gravidanza di Elisa gli avrebbe impedito di conquistare Nina.
Monterosso inizia a covare dei dubbi sulla colpevolezza di Nemo, fatica a credere che arriverebbe a uccidere un bambino. Nemo va a trovare Elisa accusandola di essere un'ingrata, è stato lui ad aiutarla a farsi una posizione a Levante ma lei lo ha ricambiato con il tradimento, pretende di sapere da lei chi è la persona che si è consegnata alla polizia facendo falsa testimonianza. Elisa non si lascia intimidire, aggiunge anche che Raoul prenderà il posto di Nemo e conquisterà Levante.
Mario torna a casa e ha un aspro confronto con Nina, ora sa tutto quanto, anche le motivazione che lo spinsero a sposarla, non accetta che lui continui a fingersi un marito amorevole, trovando disumano che abbia spinto Elisa ad abortire, egli ha sposato Nina solo perché è ossessionato dall'approvazione di Nemo e dal desiderio che quest'ultimo lo riconosca come il suo degno erede. Serena costringe Nina a perdonare Mario, a prescindere dai motivi che hanno spinto quest'ultimo a sposarla, ora la famiglia deve rimanere unita per il bene di Nemo.
Nemo intuisce che Raoul si è fatto consegnare l'esplosivo con cui ha ucciso Saverio e Biagio della mafia calabrese, parla quindi con Saro, che è un membro di alto spicco nonché un suo fidato amico. Saro gli rivela che è stato Rocco Alfieri, il figlio di un suo fedelissimo, ad aiutare Raoul ad mettere quella bomba nell'auto, è pericoloso e se Saro finora non ha voluto uccidere Alfieri è stato per evitare una guerra interna.
Mario pone a Elisa le sue scuse per ciò che ha fatto, ammette tuttavia di averla amata a modo suo. Elisa prova solo indifferenza, lo provoca promettendogli che la Deep Sea non apparterrà a lui ma ai Morabito. Nemo decide di eliminare personalmente Alfieri, chiedendo a Rais di cedergli alcuni dei suoi uomini per l'imboscata che ha in mente di progettare. Intanto Lara convince Monterosso a indagare su Raoul, sicura che è stato lui a far piazzare quella bomba. Monterosso si mette a pedinare Raoul scoprendo che lui e Elisa sono diventati amanti.
- Ascolti: telespettatori 2 125 000 – share 12,90%[5].

### Episodio 4
- Diretto da: Claudio Amendola
- Soggetto di: Claudio Amendola e Mizio Curcio
- Scritto da: Mizio Curcio

#### Trama
Monica e Raoul decidono di sovvenzionare l'ospedale e anche la ricostruzione del centro di accoglienza giovanile per guadagnarsi il consenso della comunità di Levante, Lara accetta la loro offerta almeno per onorare la morte di Rosy. Nemo e i suoi uomini uccidono Alfieri e i suoi scagnozzi, Nemo uccide personalmente Alfieri sperandogli due volte. 
Daniel cerca di corteggiare Nina, la quale per via del suo matrimonio infelice, non è indifferente al fascino del giovane Morabito. Nemo è stufo di tutta questa violenza, inoltre è preoccupato per Lara, vorrebbe che vivesse con Serena e Nina, almeno così avrebbe la certezza che sarà al sicuro. Lara però non intende lasciare la propria casa, quindi Ferro, perlomeno, la convince a fare visita a suo padre. Gli uomini di Raoul li seguono, e quando Ferro se ne accorge dà a Lara il tempo di seminarli mentre lui si lascia catturare. Raoul e Palumbo fanno torturare Ferro, vogliono sapere da lui dove si nasconde Nemo, ma la fedeltà di Ferro per l'amico è incrollabile. 
Lara raggiunge Nemo al quale rivela del sequestro di Ferro, ormai hanno capito che Raoul e Elisa sono gli artefici delle morti di Rosy, Saverio e Biagio. Nemo non può accettare che Lara si faccia coinvolgere nel suo mondo criminale, ciò che più detesta è che Lara non prova rimorso per la morte di Freddy, non vuole che la figlia debba rinunciare alla sua bontà d'animo, decide quindi di telefonare a Raoul chiedendogli di liberare Ferro e in cambio si costituirà alla polizia. Nemo permette a Monterosso di arrestarlo, dimostrerà la sua innocenza sulla morte di Biagio e Saverio, ma questa volta vuole risolvere il problema affidandosi alla legge. 
Marziale porta i suoi colleghi in un ristorante per festeggiare l'arresto di Nemo, arriva anche a regalare a Florio un braccialetto, infine le due donne si baciano appassionatamente. Daniel e Nina si danno appuntamento, il ragazzo ammette che è dispiaciuto per l'arresto di Nemo, vorrebbe però che Nina imparasse a conoscerlo meglio e a dargli una possibilità chiedendole di giudicarlo al di fuori dei pregiudizi che lei nutre nei confronti del padre Raoul. Nina decide di metterlo alla prova chiedendogli se lui è coinvolto nella morte di Rosy, a quel punto Daniel decide di essere onesto ammettendo che era lì quando venne posizionata la bomba nel centro di accoglienza, ma è stato Noah ad metterla lì, e la morte di Rosy è stata solo una terribile casualità. 
Lara, in spiaggia, mentre è in compagnia di Mario, gli confessa che senza Nemo si sente persa, ma Mario le giura che non la lascerà sola e infine la bacia. L'episodio si conclude con Nemo che viene scortato in carcere.
- Ascolti: telespettatori 2 125 000 – share 12,90%[5].

## Terza puntata

### Episodio 5
- Diretto da: Claudio Amendola
- Soggetto di: Claudio Amendola e Roberto Jannone
- Scritto da: Roberto Jannone

#### Trama
Nemo incontra il suo compagno di cella Angelo Partanna, il quale si rivela con lui estremamente gentile. Mario ricatta il PM, sa che ha nascosto alla moglie un'accusa di molestia a suo carico, lo costringe e rivelargli il nome della persona che ha mentito spacciandosi per colui che ha ucciso Biagio e Saverio per conto di Nemo, che si rivela essere Alfio. Nemo comunque chiede a Mario di non usare più minacce e ricatti contro il PM, vuole risolvere questa situazione in maniera leale. Jessica, una giovane amica di Lara, viene arrestata per furto in un negozio di abbigliamento, Monterosso fa in modo che non debba scontare nessuna accusa, ma la affida a Lara la quale le dà ospitalità a casa sua. Nina è furiosa, non accetta che Lara al contrario di lei e della madre, avesse avuto la possibilità di vedere Nemo durante la latitanza del padre. Palumbo, avendo pedinato Daniel, ha scoperto che lui si vede di nascosto con Nina, lo riferisce a Raoul il quale è soddisfatto, se Daniel riuscisse a conquistare Nina ciò andrebbe a vantaggio dei Morabito. Mario e Lara discutono del loro bacio, lei lo reputa un errore ma Mario non riesce a pentirsene, la vicinanza di Lara è l'unica cosa che lo rende felice. Serena rifiuta l'offerta di Monica che era disposta a comprare le quote della Deep Sea che appartengono ai Bandera al doppio del loro valore. Palumbo e Raoul hanno sequestrato la moglie di Alfio, è per questo che lui ha accettato di costituirsi per un crimine non commesso oltre a incastrare ingiustamente Nemo. Nina preferisce mantenere le distanze da Daniel, la rivalità tra i loro padri è un ostacolo insormontabile, ma lui prova a convincerla a scappare da Levante, possono stare insieme al di fuori dell'influenza delle loro rispettive famiglie, e afferma che Nina si illude se crede veramente che il bambino che aspetta sarà suo, perché in realtà apparterrà a Nemo e ne farà quello che vuole. Angelo confessa a Nemo che ha già capito che lui soffre di Alzheimer perché anche la madre ha la stessa malattia: lui lavora per Rais, si erano già visti molte volte e il fatto che Nemo non lo avesse riconosciuto gli ha permesso di capire che è affetto dall'Alzheimer. Era stato Nemo a pagargli l'avvocato quando Angelo venne arrestato e a breve verrà rilasciato. Serena va a trovare Nemo in carcere, egli chiede alla moglie di tenere d'occhio Rais, perché ora che Nemo è stato arrestato potrebbe voltargli le spalle: infatti Raoul gli propone di collaborare con lui per un progetto di espansione del porto di Levante, gli dà anche del denaro in contanti per assicurarsi la sua devozione.
- Ascolti: telespettatori 2 143 000 – share 12,80%[6].

### Episodio 6
- Diretto da: Claudio Amendola
- Soggetto di: Claudio Amendola e Roberto Jannone
- Scritto da: Roberto Jannone

#### Trama
Serena e Ferro vanno da Rais umiliandolo avendo saputo che è passato dalla parte di Raoul, infatti Serena lo schiaffeggia mentre Ferro brucia il denaro in contanti che Raoul gli aveva dato nel forno a microonde. Mario ottiene un colloquio in carcere con Alfio, lui gli rivela del sequestro di sua moglie, la ragione per cui si è autoaccusato della morte di Biagio e Saverio dando la colpa a Nemo. Angelo consegna un cellulare a Nemo il quale lo usa per telefonare a Lara chiedendole di collaborare con Monterosso per salvare la moglie di Alfio. Nina vede in tutto ciò l'ennesima umiliazione, suo padre ha preferito chiedere aiuto a Lara piuttosto che a lei e a peggiorare la situazione è il fatto che Serena accetta sempre con più rassegnazione la presenza di Lara nella famiglia; Nina non ha mai perdonato Serena che all'inizio voleva puntare su Carlo come amministratore della Deep Sea piuttosto che la figlia, odia il fatto che i suoi genitori non facciano che trattarla come una persona insignificante.
Monterosso e Lara tentano di parlare con Martina, la figlia di Alfio, vogliono sapere dove sta sua madre, ma lei terrorizzata da Palumbo non proferisce parola. Tuttavia quest'ultimo dà alla ragazza il permesso per parlare con sua madre al telefono, così facendo Monterosso, pagando un hacker che riesce a triangolare la telefonata, localizza il nascondiglio dove la madre di Martina è tenuta prigioniera. Nemo telefona a Nina giurandole che ama lei e Lara nello stesso modo, non ha mai avuto preferenze, Nina all'apparenza sembra apprezzare le sue parole ma in realtà è indifferente, lei e Daniel si incontrano di notte e fanno l'amore; non si sono resi conto che Monica li stava spiando. Daniel promette a Nina che crescerà il bambino che lei aspetta come se fosse suo, convincendola a fuggire con lui a Doha.
Monterosso, Marziale e Florio fanno irruzione del nascondiglio, salvano la moglie di Alfio e arrestano gli uomini di Raoul. Nina è di buon umore ora che si appresta a scappare con Daniel, arriva anche ad abbracciare Lara ringraziandola per l'aiuto che ha dato a Nemo il quale è stato scarcerato ora che Alfio ha ritrattato la propria testimonianza. Raoul schiaffeggia Monica quando lei lo provoca rinfacciandogli che il suo piano per sbarazzarsi di Nemo è stato un fallimento.
Nemo, in segno di riconoscenza nei confronti di Monterosso, chiede a Mario di restituirgli la pistola che avrebbe potuto incriminarlo. Raoul esige vendetta contro Monterosso, colpevole di aver aiutato Nemo, quindi ordina a Daniel di ucciderlo. Mentre Monterosso è in auto viene seguito da Mario che gli telefona chiedendogli di fermarsi in modo da consegnargli la pistola, ma non riesce a frenare (Daniel ha manomesso l'olio dei freni) si schianta con l'auto ma Mario, che fa in tempo ad accostare, lo tira fuori dall'auto prima che esploda salvandogli la vita. Gli restituisce la pistola supplicandolo di non mostrare mai a Lara il video di lui che uccide Carlo. Monterosso ha capito che lui e Mario hanno sbagliato, nel tentativo di ricattarsi a vicenda hanno fatto uccidere Saverio e Biagio.
Monica rivela a Serena che Daniel e Nina sono amanti, proprio quando erano sul punto di fuggire Serena impedisce alla figlia di abbandonare Levante. Serena mette Mario al corrente dell'infedeltà di Nina, a quel punto fa a entrambi un discorso ammonitore: da ora dovranno costruire un matrimonio solido, e oltre al bambino che sta per nascere dovranno averne altri, perché Serena non è più disposta ad accettare la loro superficialità.
- Ascolti: telespettatori 2 143 000 – share 12,80%[6].

## Quarta puntata

### Episodio 7
- Diretto da: Claudio Amendola
- Soggetto di: Claudio Amendola e Mizio Curcio
- Scritto da: Mizio Curcio

#### Trama
Daniel aspetta Nina ma lei ormai non può più scappare con il suo amante, al suo posto si presenta Mario che gli intima di non avvicinarsi più a Nina. Quest'ultima si scusa con suo marito per ciò che ha fatto, tuttavia Mario non intende giudicarla, lui stesso sa di aver commesso molti errori avendola sposata per impadronirsi della Deep Sea. Angelo ha scontato la sua pena in carcere, quindi Nemo gli chiede di tornare a lavorare al Porto per Rais in modo da tenerlo informato, e infatti Angelo gli rivela che Rais e Raoul stanno per consegnare un carico di armi alla mafia albanese, per adesso sono depositate in uno dei magazzini di Rais.
Si è sparsa la voce che Mario ha salvato la vita a Monterosso, persino Nemo si congratula con il genero il quale ha compiuto un gesto nobile salvando il poliziotto. Raoul confessa a Elisa che lui e Toni, il defunto padre di Mario, erano buoni amici, egli è morto dopo che dei contrabbandieri tesero una trappola e lui e Nemo, in effetti Raoul non era lì quando successe, Nemo ha raccontato a tutti che Toni morì per salvarlo. Però Toni era un egoista e un manipolatore, infatti Raoul ha sempre trovato poco credibile che Toni fosse morto per proteggere Nemo, sospettando che quest'ultimo abbia mentito e che Mario, a propria insaputa, per tutto questo tempo è stato una vittima delle bugie di Nemo, infatti Elisa decide di indagare a fondo sulla cosa.
Adesso che Daniel è arrabbiato per la scelta di Nina di voler restare accanto al marito, accecato dalla rabbia accetta di collaborare con suo padre per annientare i Bandera, intanto Nina e Mario scoprono che il bambino che nascerà è un maschietto, lo chiameranno Carlo. Angelo durante il proprio turno di guardia nel deposito in cui Rais custodisce le armi, fa in modo che Ferro e i suoi uomini possano rubarle indisturbati, infatti il carico diretto in Albania è stato sabotato: l'obiettivo di Nemo è quello di far arrabbiare gli albanesi i quali penseranno che Raoul li abbia presi in giro, sarà così la mafia albanese a eliminare Raoul.
Temendo che Raoul, dopo quello che Nemo ha fatto, possa prendersela con Lara, chiede a Serena di convincerla a vivere con loro nella villa di famiglia, così potrà proteggerla meglio. Lara, dopo aver conversato con Serena, accetta di andare a vivere con i Bandera. Anche se Nina accetta che la sorella venga a vivere con loro, continua a vederla come una minaccia al suo matrimonio, quando Lara e Mario erano due ragazzini avevano avuto una breve relazione, il suo timore è che Mario sia ancora innamorato di lei, sa che Nemo nonostante sia felicemente sposato con Serena è sempre stato legato al ricordo di Ada, e infatti Nina non vuole che la storia si ripeta.
Daniel tenta di far ragionare Nina, accusandola di coltivare illusione, Mario è un uomo spietato e con lui non sarà mai felice. Gli albanesi si presentano alla villa dei Morabito, fortunatamente Raoul li convince a calmarsi, promette che risolverà la faccenda, avranno le armi e anche il denaro investito nell'acquisto con 30% in più. Raoul non tarda a capire che è stato Nemo a sabotare la vendita di armi. Daniel e suo padre pretendono delle spiegazioni da Rais, ma nemmeno lui ha idea di cosa sia successo, tuttavia quando Daniel gli fa notare che i suoi depositi sono costantemente sorvegliati, Rais capisce che Angelo, colui a cui era stato affidato il turno di guardia, lo ha tradito. Nemo e Mario pagano ad Angelo un viaggio in Sudamerica dato che non può più rimanere a Levante dal momento che, restando, rischia di essere ucciso. 
- Ascolti: telespettatori 2 180 000 – share 13,20%[7].

### Episodio 8
- Diretto da: Claudio Amendola
- Soggetto di: Claudio Amendola e Mizio Curcio
- Scritto da: Mizio Curcio

#### Trama
Angelo va nella clinica dove vive la madre, prima di lasciare Levante ci teneva a salutarla, ma gli uomini di Rais lo catturano consegnandolo a Raoul. L'Alzheimer di Nemo sta peggiorando, adesso non ricorda nemmeno come allacciarsi le scarpe. Quando Monterosso rivela a Lara che la mafia albanese è a Levante, lei capisce che è tutta opera di suo padre, non nasconde la propria delusione verso il genitore il quale afferma ripetutamente di voler chiudere che le proprie attività criminali, ma assorbito dalla sua guerra personale contro Raoul continua a perpetuare i propri comportamenti immorali. 
Nemo giunge a un compromesso con Raoul: lui libera Angelo e convince Monica a cedere le proprie quote della Deep Sea a Serena la quale adesso dirigerà da sola l'azienda di famiglia, e in cambio Nemo gli restituisce le armi da consegnare agli albanesi. Rais rimprovera Raoul per la sua indulgenza essendo sceso a patti con Nemo, ritenendo che avrebbe invece dovuto uccidere Angel. Raoul effettivamente ritiene che sia ora che tutti inizino a temerlo, quindi chiede al figlio di uccidere Angelo, sarà un segnale che, chiunque oserà schierarsi dalla parte di Nemo, morirà. Daniel tentenna e a concludere l'incarico, ci pensa dunque uno scagnozzo di Raoul a sparare ad Angelo uccidendolo.
Elisa rimprovera Raoul ritenendo eccessiva la morte di Angelo, ma in ogni caso lo mette in guardia su Mario, perché proprio come loro punta a portare via ai Bandera la Deep Sea. Quando Raoul le domanda se Mario ha un punto debole, lei afferma che è rappresentato da Lara, infatti Mario è sempre stato innamorato di lei anche se non è mai riuscito ad ammetterlo. Raoul ne approfitta per rivelarlo a Daniel in modo che suo figlio possa usare questa informazione per danneggiare il matrimonio di Nina e Mario.
Infatti Daniel non esita in minare le certezze di Nina perché lei non può continuare a ignorare che la sorella è una presenza dominante nella vita di Mario. Così, a casa, la ragazza decide di affrontare Mario e chiedergli in modo diretto se è innamorato di Lara, ma l'avvocato continua a negare la realtà, anche se Nina ormai crede sempre meno alle parole vuote del marito. Nemo chiede a Lara di entrare nella Deep Sea perché è l'unica persona di cui si fida, tuttavia lei non è minimamente interessata, anche perché non vuole problemi con Serena e Nina che chiaramente non accetterebbero la sua presenza nell'azienda.
Jessica conosce gli albanesi, inizia a frequentarli ma se ne pente subito quando capisce che è gente poco raccomandabile, e infatti la sequestrano. Ormai gli albanesi, anche se hanno ottenuto le armi, vogliono il porto di Levante, dunque dichiarano guerra a Raoul e Nemo, per cominciare uccidono Rais. Serena e Monica convincono i loro mariti a stabilire un'alleanza, solo così sconfiggeranno gli albanesi. Jessica fa in modo che Lara possa trovarla tramite il GPS sul suo cellulare. Intanto Nemo, Raoul, Ferro e Palumbo stanano gli albanesi e li uccidono tutti, tranne uno, Yari, che fugge. Lara raggiunge Jessica ma non riesce a liberarla perché Yari cattura anche lei.
- Ascolti: telespettatori 2 180 000 – share 13,20%[7].

## Quinta puntata

### Episodio 9
- Diretto da: Claudio Amendola
- Soggetto di: Claudio Amendola, Paolo Marchesini e Sofia Assante
- Scritto da: Paolo Marchesini e Sofia Assante

#### Trama
Monterosso risale alla posizione di Lara e lo riferisce a Nemo che manda i suoi uomini sul posto. Mario e Ferro vanno a salvare Jessica e Lara, quest'ultima viene tenuta sotto tiro da Yari che le punta contro una pistola: Mario vedendola in pericolo si lancia contro Yari che gli spara ferendolo, Ferro ne approfitta per uccidere Yari con un colpo di pistola. Mario viene portato alla villa dei Bandera, viene medicato, è fuori pericolo.
Nemo dà a Lara una pistola, anche se lei preferirebbe rifiutarla lui la convince ad accettarla almeno per la sua sicurezza. Nemo tenta ancora una volta di farle accettare un impego alla Deep Sea perché quando Alex e Carlo erano vivi insieme a loro Lara progettava un futuro migliore per Levante, e potrebbe realizzarlo disponendo delle risorse dell'azienda. Lara vuole ancora inseguire i propri obiettivi, ma lavorando al centro di accoglienza e non per la Deep Sea perché anche se Nemo si sta impegnando a trasformarla in un'azienda onesta lei non dimentica che per anni hanno riciclato il denaro del traffico di droga; Lara fa comprendere a suo padre che deve smetterla di illudersi di poterla trasformare in un membro della famiglia Bandera perché ciò non accadrà mai, lei non si identifica con loro. 
Nina e Lara conversano con toni amichevoli, ma Nina fa emergere tutta la sua fragilità perché, anche se Lara sminuisce quello Mario ha fatto per lei, Nina le fa capire velatamente che è stata l'inconfutabile prova che Mario è innamorato di Lara. Quest'ultima non vuole creare problemi alla sorella, le giura che lascerà la villa e che non accetterà la proposta di Nemo di lavorare alla Deep Sea, ma così facendo finisce invece per ferire involontariamente Nina che infatti era all'oscuro del desiderio di suo padre di far entrare Lara nell'azienda di famiglia.
Nemo e Raoul vengono convocati alla stazione di polizia, Florio e Marziale vogliono provare a incriminarli per la morte degli albanesi, tentano di metterli l'uno contro l'altro ma è inutile, essendo troppo astuti avevano già capito che la polizia non ha prove contro di loro. Purtroppo il medico curante di Nemo gli dà una cattiva notizia, infatti il suo Alzheimer è progredito al secondo stadio, adesso non è più nemmeno capace di segnare l'orario sull'orologio, lo convince ad accettare una cura farmacologica sperimentale. In realtà il dottore lavora segretamente con Raoul e infatti l'infermiera che assume per accudire Nemo e somministrargli i farmici, lo sottopone intenzionalmente a una cura inefficace.
Nemo decide di lasciare le quote dell'azienda che erano di Carlo a Lara e ciò causa un'accesa discussione con la moglie e Nina. Mentre Mario è a letto, in via di guarigione, Lara gli tiene compagnia, ammette che sposare Nina è stato un errore non avendola mai amata, ignaro che quest'ultima ha ascoltato tutta la conversazione. Raoul cerca un sostituto per Rais come nuovo amministratore del porto di Levante, con un uomo di sua fiducia il porto apparterrà a lui, ma a vincere le elezioni per la carica è Nicola Maiella, uno dei fedeli di Nemo. Dato che Jessica cerca un lavoro, Nemo la fa assumere come segretaria di Maiella.
Nina tenta di riconciliarsi con Daniel, quest'ultimo ancora ferito dal suo precedente rifiuto, viene convinto da Raoul a perdonarla sapendo che, se suo figlio riuscisse a conquistare Nina, danneggerebbe l'equilibrio della famiglia Bandera. Nina decide di andare a vivere temporaneamente alla galleria d'arte, Nemo tenta di convincerla a tornare a casa ma lei si rifiuta di farlo, è stufa di elemosinare il suo affetto e quello del marito, non è arrabbiata con Nemo ma adesso ha le idee chiare. Suo padre non aveva mai abbandonato la speranza che Lara diventasse il suo successore, non ha mai considerato l'idea che Nina fosse idonea per tale posizione, ed è proprio per evitare di uscire ripetutamente sconfitta dal confronto con Lara che ora preferisce mettere un po' di distanza da suo padre. Nemo le giura che la riporterà a casa e che si riconcilierà con lei, capendo solo ora quanti errori ha commesso non Nina non avendola fatta sentire amata.
Raoul dà a Daniel l'incarico di uccidere Maiella. Mario va alla galleria per parlare con la moglie, lei gli confessa che ha ascoltato la conversazione tra lui e Lara dove ammetteva di non amare Nina. Mario si assume le sue responsabilità, lui non sa amare la gente, tuttavia Nina lo accusa di essere patetico, perché lui ama Lara, ha rischiato di morire per lei, ma essendo un vigliacco non ha il coraggio di affrontare i propri sentimenti, ma soprattutto Nina ha capito che lui ha paura di Nemo, se quest'ultimo scoprisse che ha sposato Nina pur non amandola. Nina e Daniel vanno a cena insieme, lei decide di tornare con il giovane Morabito, ora ha capito di aver fatto uno sbaglio a preferire Mario a lui, Daniel la perdona anche se in realtà la sta solo manipolando in modo che Raoul possa usare Nina e il suo bambino per ferire Nemo.
- Ascolti: telespettatori 2 198 000 – share 13,00%[8].

### Episodio 10
- Diretto da: Claudio Amendola
- Soggetto di: Claudio Amendola, Paolo Marchesini e Sofia Assante
- Scritto da: Paolo Marchesini e Sofia Assante

#### Trama
Daniel riaccompagna Nina alla galleria d'arte dopo aver cenato con lei, subito dopo si reca al porto per uccidere Maiella, ma lui non è lì, c'è solo Jessica che, vedendolo con una pistola in mano, decide di chiamare la polizia. Daniel tenta di fermarla, prova anche ad aggredirla, ma Jessica scappa sennonché, inciampando, sbatte violentemente la testa morendo. Palumbo e Daniel spostano il corpo della ragazza sulla spiaggia, quando Lara viene a sapere dalla polizia che Jessica è morta, ne esce devastata.
Palumbo ha messo della droga nel cappotto di Jessica, così penseranno che è morta per un'overdose, minaccia anche il medico legale affinché possa falsificare il risultato dell'autopsia certificando che è morta per l'abuso di droga. Mario tenta di consolare Lara ma è inutile, oltre a Jessica ha perso tutte le persone che ama come Rosy, Carlo e Alex.
I farmaci manomessi stanno facendo effetto, Nemo infatti non riesce più a contenere i suoi attacchi d'ira. Florio, intuendo che il medico legale ha falsificato il rapporto dell'autopsia di Jessica, entra di nascosto nel suo ufficio in piena notte, ma Palumbo le tende una trappola e la uccide strangolandola. Il suo cadavere viene ritrovato in una zona isolata, Monterosso abbraccia Marziale la quale è distrutta per la sua morte. 
Lara convince Ferro e Nemo a indagare sulla morte di Florio, e infatti si rivolgono a Giuseppina, la quale lavora come donna delle pulizie nello studio del medico legale: lei ammette di aver visto Palumbo portare via il corpo di Florio la notte dell'omicidio. Elisa si arrabbia con Palumbo, ha esagerato a uccidere un'ispettrice di polizia, gli ordina di lasciare il paese, ma Ferro lo cattura, infine Nemo fa in modo che Palumbo venga consegnato a Monterosso e Marziale, potendo incriminarlo per l'omicidio di Florio.
Lara intuisce che i farmaci che suo padre sta assumendo sono parte di un imbroglio ordito da Raoul. Intanto Monica rivela a Serena che Nina ha ricominciato a frequentare Daniel, quindi Serena si vede costretta a mettere suo marito al corrente della situazione. Nemo, incapace di contenere la rabbia, va a casa dei Morabito per riprendersi la figlia, vede poi l'auto di Daniel e la tampona, solo per scoprire che al volante c'era Nina, a cui Daniel aveva prestato l'auto. Lara informa Mario e Serena dei fermaci manomessi, proprio quando Nemo (sopraffatto dal rimorso di aver quasi ucciso Nina) tenta il suicidio sentendo di non avere più controllo sull'Alzheimer, viene fermato da Serena che lo abbraccia spiegandogli che non è stata colpa sua, ma di Raoul che ha fatto in modo che la terapia farmacologica non funzionasse.
- Ascolti: telespettatori 2 198 000 – share 13,00%[8].

## Sesta puntata

### Episodio 11
- Diretto da: Claudio Amendola
- Soggetto di: Claudio Amendola e Roberto Jannone
- Scritto da: Roberto Jannone

#### Trama
Nina viene portata in ospedale, lei e il bambino sono fuori pericolo, Nemo si presenta nello studio del medico che aveva provveduto a manomettere i suoi farmaci, mettendo in chiaro con lui che se Nina fosse morta lo avrebbe ucciso. Mario, usando il cellulare di Nina, si spaccia per la moglie e si mette in contatto con Daniel, gli dà appuntamento per tendergli una trappola e ucciderlo. Marziale interroga Palumbo, colpevole di aver ucciso Florio, lui si mette a provocarla sapendo che lei era la sua amante, Marziale arriva quasi ad aggredirlo.
Raoul fa uccidere in carcere Palumbo per evitare che gli crei dei problemi, cerca poi di convincere don Saro a passare dalla sua parte, con la promessa che, con l'espansione del porto di Levante che lui progetta, ciò andrebbe anche a beneficio dei suoi affari. Monica tenta di convincere Daniel ad allontanarsi definitivamente dal padre, deve imparare a comportarsi come un uomo e prendere in mano la propria vita, ma lui non sente ragioni, l'unica cosa che vuole è l'approvazione di suo padre.
Nina viene portata a casa da Ferro e Nemo, quest'ultimo confessa a Lara che è stufo di questa situazione, lei è costretta a vivere con loro per garantire la sua sicurezza, Serena lo ama anche se sente di non meritare l'affetto della moglie, inoltre è vivo solo perché Carlo lo aveva salvato da Alex quando quest'ultimo gli sparò, e nonostante tutto Carlo è morto per colpa dell'odio che le persone provavano per il padre. Lara tenta di convincerlo a porre fine a questa catena di violenza, ma Nemo è consapevole che Raoul al contrario di lui è privo di autocontrollo, deve fermarlo.
La trappola che Mario aveva teso a Daniel non ha gli esiti sperati, quest'ultimo fugge anche se Mario gli spara ferendolo, Raoul lo fa medicare. Serena rimprovera Mario per il suo comportamento così squallido, ha usato Nina per tendere un'imboscata a Daniel, ritenendo che per adesso la cosa migliore sia che non dorma più con la moglie ma in una delle camere per gli ospiti. Elisa va in un albergo e incontra il portiere che vi lavora, Sante Amoruso, gli servono delle informazioni da parte sua ed è disposta a pagarlo bene.
Nemo tenta di conversare con Nina, vuole capire cosa l'abbia spinta a tradire Mario e a rinunciare al proprio matrimonio. Nina è consapevole che, contrariamente a Serena, non ha avuto la forza di essere una moglie devota, ma il vero problema è che Mario non è mai stato innamorato di lei, ciò che più la delude è che Nemo in parte comprende le motivazioni del genero, lui stesso sposò Serena perché voleva la Deep Sea anche se poi, col tempo, ha imparato ad amare la moglie. Nemo si era illuso che anche Mario avrebbe imparato ad amare Nina, ma così non è stato, inoltre Nemo si sente responsabile perché, non avendo voluto nominare Mario suo successore come amministratore della Deep Sea ha fatto in modo che non si sentisse apprezzato, ciò ha spinto Mario a sposare Nina pur di ottenere una posizione di rilievo, e adesso per riflesso anche il rapporto tra Nemo e Nina si è danneggiato. Nemo ha capito che tra Mario e Nina è finita, ma promette a quest'ultima che salverà il suo rapporto con la figlia. Nina telefona a Daniel proponendogli di scappare con lui, il ragazzo accetta ma in realtà, con la complicità di Raoul, progetta di tenderle una trappola.
- Ascolti: telespettatori 2 238 000 – share 14,10%[9].

### Episodio 12
- Diretto da: Claudio Amendola
- Soggetto di: Claudio Amendola e Roberto Jannone
- Scritto da: Roberto Jannone

#### Trama
Lara rimprovera Mario per il suo tentativo di uccidere Daniel, niente avrebbe giustificato un tale gesto. La ragazza cerca di fargli capire che il suo problema è che lui è ossessionato dal voler prendere a modello Nemo e Ferro, quando invece deve provare a essere migliore di loro. Il commissario Marziale convince Monica a darle una mano a danneggiare Elisa, quindi con una scusa Monica va a trovarla a casa sua posizionando una cimice.
Nina decide di scappare di casa, ma prima parla con Lara: non le porta nessun rancore, le riconosce anche il merito di aver aiutato il padre scoprendo dei farmaci manomessi, con una velata allusione le dà il permesso di stare con Mario in modo che entrambe possano avere ciò che desiderano (Nina infatti starà con Daniel dando a Lara la possibilità di avere Mario tutto per sé). Raoul dà a Daniel il compito di uccidere Nina quando si saranno incontrati nel luogo stabilito, ma all'insaputa del figlio manda un suo uomo a sorvegliarlo, qualora Daniel non si rivelasse all'altezza dell'incarico.
Nina raggiunge Daniel il quale si prepara a ucciderla, ma capisce di non avere il coraggio di farle del male, decide di metterla al sicuro ma, il sicario di Raoul, decide di uccidere lui personalmente la giovane Bandera. Daniel la protegge e spara all'uomo il quale, prima di morire, spara alle spalle a Daniel uccidendolo. Raoul, che credeva di essersi assicurato l'aiuto di Saro, scopre che quest'ultimo non ha fatto altro che manipolarlo tendendogli un'imboscata, permettendo a Nemo di eliminarlo, infatti Bandera, dopo essersi assicurato che non sia successo nulla a Nina, spara a Raoul uccidendolo.
Nina è salva e può tornare a casa dai suoi genitori ma il suo matrimonio è finito. Mario tuttavia non è minimamente dispiaciuto ed è  sollevato perché può stare con Lara senza sentirsi in colpa, baciando la ragazza che ama. Serena manda via di casa Lara e Mario, i quali ormai non sono più capaci di celare il loro amore. Nina si riconcilia con i propri genitori, ha capito che è giovane e ha tutta una vita davanti a sé; inoltre avrà un figlio da crescere e amare.
Lara torna a vivere a casa sua, dando ospitalità a Mario. Ora che Raoul è morto, Monica si reputa soddisfatta perché tutto ciò che apparteneva a lui ora è suo in quanto vedova. Nemo e Serena decidono di lasciare la Deep Sea in mano a Mario, anche perché ora vogliono dedicarsi soltanto al loro matrimonio. Nemo si scusa con Mario, ha capito di aver sbagliato a non nominarlo fin dall'inizio suo successore, così facendo ha sposato Nina perché credeva che fosse il solo modo di ottenere il rispetto di Nemo, ormai ha capito che lui ama Lara, e in fondo aveva sempre saputo che Mario non prova niente per Nina. Nemo ammette che, pur avendo imparato ad amare con sincerità Serena, l'aveva sposata solo per conquistare la Deep Sea, ha permesso a Mario di sposare Nina perché ingenuamente credeva che pure loro due avrebbero imparato ad amarsi, tuttavia Nemo gli fa capire che deve impegnarsi a essere almeno un buon padre per il bambino che nascerà.
Serena si confronta con Lara rinfacciandole la sua profonda delusione, non è arrabbiata con lei per l'amore che la lega a Mario, aveva sempre saputo che si amavano, ma desiderava che lei si comportasse con correttezza, perché avrebbe dovuto dirglielo fin dall'inizio, e invece ha contribuito a danneggiare il matrimonio di Nina. Nemo intima a Elisa di non intralciarlo mai più, tentando di convincerla ad accettare la tregua, ciascuno dei due conosce i rispettivi e sporchi segreti dell'altro, farsi la guerra non servirebbe. Tuttavia Elisa non si arrende, vuole distruggere Nemo e tenta ancora una volta di mettere Mario contro di lui. 
Ormai Mario si reputa soddisfatto, finalmente può stare con Lara e guidare la Deep Sea, ma Elisa lo provoca inviandogli sul cellulare una foto di Amoruso, lui quindi la raggiunge a casa sua pretendendo delle spiegazioni, vedendo che Amoruso è con lei, lo stavano aspettando. Amoruso si rivela essere l'uomo che uccise Toni, il padre di Mario, tuttavia Elisa è riuscita a convincerlo a raccontarle la verità. Amoruso, mortificato, rivela a Mario che era stato Nemo a uccidere Toni e che venne pagato affinché si prendesse la colpa al suo posto, lui accettò per usare quel denaro in modo da poter garantire un futuro alla propria famiglia, anche perché Amoruso stava per morire di leucemia.
Accadde però un imprevisto, Amoruso guarì miracolosamente dalla leucemia, ma per lui fu una condanna perché, essendosi preso la colpa dell'omicidio di Toni, ha dovuto scontare 22 anni di galera per un crimine non commesso, Nemo continuò a versargli del denaro anche dopo la sua scarcerazione ma per Amoruso è stata una magra consolazione avendo sperperato tutti i soldi. Mario si rifiuta di credergli, ma Elisa gli mostra una prova che tutto ciò è vero, perché la versione ufficiale era che Amoruso avesse ucciso Toni in barca, in mare aperto, ma lei fa vedere a Mario un giornale che riporta la data della morte di Toni: un articolo di cronaca parlava di una violenta tempesta di mare a Levante, era impossibile che Toni avesse preso il largo a causa della tempesta. Mario è in preda alla rabbia, Nemo lo privò di suo padre, adesso quello che vuole è ucciderlo, e anche quando lo avrà fatto troverà il modo di far passare Lara dalla sua parte, lei lo ama e riuscirà a manipolarla facilmente. Monterosso ha ascoltato tutta la conversazione grazie alla cimice che Monica aveva nascosto nella casa di Elisa, adesso ha capito che Mario va fermato.
Lara e Mario trascorrono la notte a fare l'amore appassionatamente, il mattino dopo mentre Lara fa colazione saluta Mario con affetto, ma mentre lui va via Lara lo guarda con un'espressione angosciata, come se stesse per capitare qualcosa di brutto. Monterosso presenta alla Marziale le proprie dimissioni, ormai ha capito di non essere più un bravo poliziotto, infine si allontana dalla stazione di polizia sorridendo serenamente. Mario porta con sé la pistola che Nemo aveva consegnato a Lara, poi va nella villa dei Bandera, infatti Nemo deve accompagnarlo dal notaio per il passaggio di successione della Deep Sea, ma prima gli chiede di tenergli compagnia, desidera spargere le ceneri di Carlo e ci tiene che Mario gli stia accanto. Quando Mario e Nemo si allontanano dalla villa in auto, Serena e Nina li guardano andare via mostrando entrambe un atteggiamento malinconico e sofferente, lasciando intendere che accadrà qualcosa di terribile.
Nemo, rimasto solo con Mario, sembra sul punto di spargere le ceneri di Carlo, ma poi mostra al genero il video sul cellulare di lui che uccide il figlio di Nemo. Mario tira fuori la pistola e la punta contro Nemo affermando che lui non è nella posizione adatta a giudicarlo, lo ha manipolato per anni senza dirgli che era stato lui a uccidergli il padre. Nemo gli racconta la verità: fu costretto a uccidere Toni perché quest'ultimo, invidioso del successo che Nemo aveva conquistato, voleva venderlo alla polizia, al contrario Carlo non meritava di morire. Mario è consapevole di aver sbagliato, voleva bene a Carlo e rimpiange di averlo ucciso, ma aggiunge che, quando invece ucciderà Nemo, non proverà nessun rimorso. Mario gli spara ma scopre che la pistola è scarica, Lara aveva tolto tutti i proiettili, Monterosso le aveva inviato la sera prima il video della morte di Carlo e poi Lara lo ha girato sul cellulare di Nemo, infatti Mario è caduto nella loro trappola. Nemo accusa Mario di essere uguale a Toni perché, come lui, è un traditore accecato dalla propria ambizione, Nemo tira fuori una pistola e spara a Mario gambizzandolo, punendolo per aver ferito i sentimenti di Lara e Nina, infine vendica Carlo sparandogli al cuore.
- Ascolti: telespettatori 2 238 000 – share 14,10%[9].